# Baldwina
Baldwina – żeński odpowiednik imienia Baldwin.
Baldwina imieniny obchodzi:
- 22 marca, jako wspomnienie bł. Baldwina z Boucle;
- 21 sierpnia, jako wspomnienie św. Baldwina z Rieti;
- 6 października, jako wspomnienie bł. Baldwina z Pizy.